# Everett Young
Il colonnello Everett Young è un militare immaginario, interpretato da Louis Ferreira, dell'universo fantascientifico di Stargate Universe.

## Biografia

### SullaDestiny
Assegnato al comando della base Icarus, Young dovette occuparsi delle difese terrestri durante l'attacco dell'Alleanza Lucian. Riuscì a far evacuare tutto il personale a parte poco più di ottanta persone, che avrebbero dovuto attraversare lo Stargate e raggiungere la Terra, ma che, invece, il dottor Nicholas Rush conduce sulla nave degli Antichi, Destiny. Young fu l'ultimo ad attraversare lo Stargate, proprio mentre la base esplodeva, e, per questo motivo, fu scaraventato nel dispositivo dall'onda d'urto, ricadendo pesantemente sul ponte dell'astronave e rimanendo ferito.
Quando fu chiaro che la nave si sarebbe schiantata su una stella, Young organizzò una lotteria per decidere chi si sarebbe imbarcato in uno Shuttle degli Antichi per salvarsi. Volontariamente tolse dall'elenco il proprio nome e accettò la richiesta di Rush di togliere anche il suo nome.
Assieme a Scott, Young giunse sul pianeta Hoth, in cerca di acqua per l'equipaggio. Dopo un terremoto, Scott rimane intrappolato e Young, nonostante l'ambiente atmosferico ostile, si rifiutò di abbandonarlo, riuscendo a portare il tenente in salvo.
Quando venne scoperta l'interfaccia della nave, Young proibì il suo uso nonostante le proteste di Rush, alla luce che un simile dispositivo ha effetti fatali su menti più primitive di quelle degli Antichi. Anche quando Rush affermò di aver scoperto un pianeta simile a Icarus, che avrebbe dato una possibilità all'equipaggio di tornare a casa, Young mantenne una posizione ferma sull'uso dell'interfaccia, il cui uso secondo Rush era indispensabile per giungere sul pianeta, scoprendo infine che la scoperta di Rush era una menzogna.
Alcuni giorni dopo, il sergente Spencer viene trovato morto e l'arma che l'ha ucciso viene trovato nella stanza da letto di Young. Ebbe inizio così un processo contro il colonnello che non ebbe però alcun esito conclusivo. Durante questo periodo, il comando passò a Camile Wray che concesse a Rush di usare l'interfaccia, la quale rese catatonico Jeremy Franklin. Furioso, Young accusò di aver usato Franklin per i suoi scopi. Quando Eli Wallace, difensore del colonnello nel suo processo, scopre che Spencer si è tolto la vita, Young viene assolto e riprende il comando. In seguito, durante un'esplorazione in un pianeta dove fu ritrovata una nave schiantatasi sul suolo, Young e Rush ebbero un diverbio che si concluse con uno scontro fisico, dominato ovviamente dal militare. Young abbandonerà Rush, stordito, sul pianeta, affermando davanti all'equipaggio che il dottore fosse morto.
Alcuni giorni dopo, tentando di usare i dispositivi di comunicazione a lungo raggio, la mente di Young finisce, per errore, nel corpo di un Nakai. Non molto dopo l'interruzione del collegamento una nave Nakai attacca la Destiny, catturando Chloe Armstrong. Young decise di usare il dispositivo di comunicazione per salvarla ma invece di trovare la ragazza, trovò il dottor Rush. Young libera Rush ma il collegamento si interrompe, così il colonnello ordina che la nave Nakai venga distrutta. Rush nel frattempo riesce a liberare Chloe e i due possono tornare sulla Destiny, durante lo scontro. Young e Rush, a questo punto, decidono di mettere da parte il rancore per il bene della nave e del suo equipaggio.
Ben presto, Rush scopre che i Nakai avevano già visitato la nave e avevano piazzato un dispositivo di tracciamento. Usando lo Shuttle, Young e Scott sorvolano la nave, trovando e distruggendo il dispositivo stesso. Nel frattempo Rush e Wray mettono in atto l'ammutinamento. A questo punto, gli alieni attaccano di nuovo la Destiny. Young tenta così di aggirare l'ammutinamento, comprendendo che Rush nascondeva l'esistenza di un secondo dispositivo di tracciamento. Quest'ultimo viene trovato e disabilitato, permettendo alla nave di fuggire. Young cercò infine di riappacificarsi con Rush perché il loro rancore sapeva essere pericoloso per l'equipaggio.

### L'invasione
Seguendo i sospetti di Rush, Young concede al dottore di tornare sulla Terra nel corpo di Telford per dimostrare che quest'ultimo era una spia dell'Alleanza Lucian. Rush riesce a dimostrare la sua teoria ma viene catturato. Nel frattempo Young interrogò Telford, nel corpo di Rush, ma, non ottenendo nulla, il colonnello fu costretto a rimuovere il lavaggio del cervello, portando Telford sul punto di morire soffocato e poi rianimandolo. Quando Telford, libero dall'Alleanza, avverte Young dell'imminente invasione, il comandante prepara le difese ma esita quando scopre che l'Alleanza ha nelle sue mani Rush, permettendole di prendere il controllo della nave.
L'Alleanza decise di esiliare Young e il suo equipaggio su un pianeta dopo che Varro di oppose all'idea di ucciderli tutti. Quando Rush riesce infine a riprendere il controllo della nave, Young riprende il comando. Nonostante il colonnello volesse tenere tutti i prigionieri come equipaggio, l'IOA insistette per tenere solo un gruppo selezionato ed abbandonare gli altri su un pianeta. Varro fu tra coloro che poté restare.

### Dopo l'invasione
Dopo una fallita missione che avrebbe dovuto far giungere rifornimenti da uno Stargate, Young fu costretto a mettere fine alle sofferenze di Hunter Riley, ferito a morte in un incidente. Non molto tempo dopo, Young perse Telford, il quale rimase su un'altra nave degli Antichi su cui la Destiny si era agganciata.
Quando un programma della Destiny dà inizio ad una simulazione che testa l'abilità di comando di Young, facendoli sognare differenti scenari in cui la nave viene attaccata dai Nakai, Young rinuncia completamente a comandare la Destiny, credendo di aver perso la sua capacità di prendere scelte decisive. Tuttavia, il tenente Scott lo convince a tornare al suo dovere, affermando che egli stesso non saprebbe portare il peso del suo comando e che Rush non vede il comando stesso come un peso, mentre Young è in grado di prendere decisioni e muoversi di conseguenza, riconoscendo l'importanza e gli effetti delle sue scelte.

## Relazioni
- Young e sua moglie, Emily, hanno avuto diversi diverbi per via della scelta del colonnello di mettere la sua carriera prima del suo matrimonio e per la relazione con Tamara Johansen. Dopo essere finito a bordo della Destiny, Young tentò di ricucire il suo rapporto con Emily. Nonostante il successo iniziale, i suoi tentativi vengono ostacolati da David Telford, che raccontò a Emily che Young dorme ancora con il tenente Johansen, portando Emily a chiedere il divorzio.[2][6][16][17]
- Young ha avuto una relazione con il tenente Tamara Johansen mentre lei era sotto il suo comando. I due in seguito ruppero la relazione e rimasero solo in amicizia. Il tenente, nel frattempo, era rimasta incinta, cosa che divenne una sorpresa non ben voluta alla luce di dover crescere un bambino sulla Destiny. Johansen però perse il bambino durante l'invasione dell'Alleanza, cosa che toccò profondamente il colonnello.[1][12][14][18]